# Лукмос (село)
Лукмос — село в Сапожковском районе Рязанской области России, входит в состав Михеевского сельского поселения.

## Географическое положение
Село расположено на берегу реки Лукмос в 22 км на северо-запад от центра поселения села Михеи и в 19 км на север от районного центра посёлка Сапожок.

## История
В 1829 году жители сельца Лукмоса просили об отводе им отдельного кладбища, а в феврале 1830 года – о дозволении им построить в сельце каменную церковь в честь Покрова Пресвятой Богородицы с приделом Николаевским, но сама постройка начата была в 1832 году, а окончена в 1849 году. Одновременно с церковью устроена была и колокольня. Школа в селе Лукмосе существовала с 1859 г. и помещалась первоначально в доме священника И.С. Добромыслова, а затем – в особо устроенном при церкви каменном доме. Церковь в селе Лукмос была закрыта в сентябре 1937 года.
В XIX — начале XX века село являлось центром Лукмосской волости Спасского уезда Рязанской губернии. В 1906 году в селе было 337 дворов.
С 1929 года село являлось центром Лукмосского сельсовета Сапожковского района Рязанского округа Московской области, с 1937 года — в составе Рязанской области, с 2005 года — в составе Михеевского сельского поселения.

## Население
| 1859 | 1897  | 1906  | 2010 |
| ---- | ----- | ----- | ---- |
| 1036 | ↗1901 | ↗2457 | ↘113 |

## Достопримечательности
В селе расположена недействующая Покровская церковь (1849).
- Лукмос